# Vermisstenfall Evi Rauter

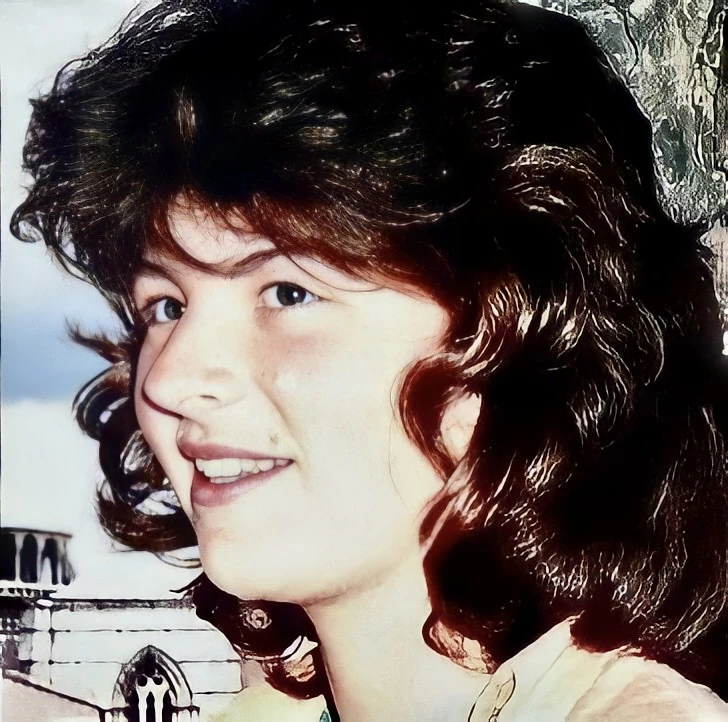
Evi Rauter (September 1990)

Der Vermisstenfall Evi Anna Rauter (* 2. Juni 1971 in Tscherms, Italien; † 4. September 1990 in Portbou, Spanien), beschäftigte die italienische Polizei über 30 Jahre. Rauter, eine italienische Studentin, war am 3. September 1990 von Florenz aufgebrochen und 23 Stunden später als zunächst unidentifizierte Leiche in Portbou (Mädchen von Portbou) erhängt aufgefunden worden. Erst im Jahr 2022 konnte durch einen Zufall die Verbindung zwischen dem Verschwinden von Rauter und dem Auffinden des unbekannten Mädchens hergestellt werden. Obwohl die spanische Polizei 1990 von einem Suizid ausging, sind die Umstände ihres Todes bis heute ungeklärt.

## Hergang

### Verschwinden
Rauter besuchte Ende August 1990 ihre ältere Schwester Christine in Florenz. Am Montag, 3. September 1990, um etwa 9 Uhr fragte Christine Evi Rauter vor dem Verlassen ihrer Unterkunft, was sie in ihrer Abwesenheit tun wolle. Evi Rauter antwortete, sie werde möglicherweise nach Siena fahren. Später fand Christine eine Notiz Evis vor, nach der diese tatsächlich nach Siena gefahren sei. Diese hatte keinerlei Gepäck mitgenommen, sondern lediglich 60.000 Lire und ein Studententicket für die Zugfahrt. Nachdem Evi Rauter mehrere Tage kein Lebenszeichen von sich gegeben hatte, wurde ihr Verschwinden am 6. September 1990 angezeigt. Der Fall wurde in der italienischen Presse sowie im Fernsehen behandelt, doch das Bemühen blieb lange Zeit vergebens.

### Auffinden
Am Morgen des 4. September 1990 wurde die Guardia Civil in Portbou (Gerona) darüber verständigt, dass der leblose Körper einer jungen Frau gefunden worden war. Sie war an einer Kiefer aufgehängt.
Ein Mädchen in den Zwanzigern hing mit der Schlinge verkehrt herum, als ihr Kopf nach hinten lag und das Seil von ihrem Kinn bis zum ersten Ast kletterte. Es befand sich vor dem Baum. Das verwendete Seil war dünn, neu und kurz, und es wurde angenommen, dass es wahrscheinlich von einem kleinen Boot stammte, das weniger als 100 Meter entfernt vertäut war. Seine Füße befanden sich 16 Zoll über dem Boden und es wurde kein Gegenstand in der Nähe gefunden, mit dem es sich auf das Seil hätte ziehen können. Die Schuhe waren in einem gewissen Abstand von ihr, gut platziert, und ihre Füße perfekt sauber, anscheinend ohne den Boden berührt zu haben, obwohl es ein Feld voller Kakteen war.
Erst nach drei Stunden wurde die Leiche im Rahmen von ersten polizeilichen Untersuchungen vom Baum genommen. Ihr wurde danach ein Laken über das Gesicht gelegt. Diese Einzelheit zusammen mit ihrem Ausdruck verlieh ihr den Spitznamen „die Braut von Portbou“, da es aussah, als würde ein Schleier eine Braut bedecken.
Dreiundzwanzig Stunden zuvor hatte sie sich mit ihrer älteren Schwester in Florenz getroffen, ohne dabei ein auffälliges Verhalten zu zeigen. Obwohl nie bewiesen werden konnte, ob es sich um einen Suizid oder einen Mord handelte, deuten die Tatsache, dass ihre Familie feststellte, dass sie weder depressiv noch mit bedeutenden Problemen belastet war, und die seltsamen Umstände, unter denen die Leiche gefunden wurde, nach Ansicht gerichtsmedizinischer Theorien auf einen Mord hin.
Die Verstorbene wurde als Namenlose am Friedhof von Figueras beerdigt, da es nicht möglich war, sie zu identifizieren. Ihre Überreste blieben fast 32 Jahre lang anonym. Im Mai 2022 konnte sie dank einer Zusammenarbeit zwischen Journalisten aus Österreich und Spanien schließlich identifiziert werden. Dies ermöglichte die Wiedereröffnung des polizeilichen Falls und seine Ausweitung auf weitere Länder.

## Polizeiliche Ermittlungen
Der Gerichtsmediziner Rogelio Lacaci, der sie untersucht hatte, erklärte, dass das Mädchen keine Spuren aufwies, die darauf hindeuten würden, dass sie sich mit Armen oder Beinen am Baum festgehalten hatte, um hinaufzuklettern. Es wurden auch keine Stacheln in ihren Füßen gefunden, obwohl es sich um ein mit Kakteen bewachsenes Gelände handelte. Aufgrund ihrer Merkmale stellte er fest, dass das Mädchen aus Nordeuropa stammen könnte.
Da die Leiche nicht identifiziert werden konnte und man einen Suizid vermutete, wurde keine Autopsie durchgeführt. Dennoch nahmen die beiden Gerichtsmediziner, die den Körper untersuchten, ihre Fingerabdrücke, suchten nach möglichen Anzeichen einer Vergewaltigung, erstellten eine Zahnkartei und untersuchten ihre Hände.
Dieser Vorfall führte zu einer umfangreichen fotografischen Dokumentation, da sowohl Fotos gemacht wurden, als sie am Baum hing, als auch während der gerichtsmedizinischen Untersuchung. Die Fotos und Fingerabdrücke der erhängten jungen Frau wurden an Interpol geschickt und mit Datenbanken von Polizeibehörden in ganz Europa abgeglichen. Rogelio Lacaci und die Guardia Civil stellten dann fest, dass es sich um einen Suizid handelte. Später, nachdem sie fünf Monate lang im Leichenschauhaus aufbewahrt worden war, wurde sie schließlich auf dem Friedhof von Figueras beerdigt. Fast 32 Jahre vergingen, ohne dass sie jemals identifiziert wurde.

## Identifizierung
Tura Soler, Journalistin der Zeitung El Punt Avui, verfolgte den Fall des Mädchens von Portbou seit dem Vorfall. Regelmäßig erinnerte sie in ihren Veröffentlichungen an diesen mysteriösen Fall des namenlosen Mädchens, wie zum Beispiel zum 25. Jahrestag des Fundes des namenlosen Mädchens von Portbou.
Im Jahr 2020 nahm sie Kontakt mit dem Journalisten Carles Porta von der katalanischen Fernsehsendung Crims auf und schlug vor, den Fall des „Mädchens von Portbou“ zu präsentieren. Sie untersuchten den Fall zwei Jahre lang und strahlten die erste Folge zu diesem Fall im katalanischen Fernsehen aus. Anschließend nahmen die Drehbuchautoren der Sendung Kontakt zum österreichischen Privatsender ATV auf und bat, eine Folge der Sendung Ungelöst – Cold Case Austria dem „Mädchen von Portbou“ zu widmen, da es verschiedene Hinweise gab, die darauf hindeuteten, dass das vor 32 Jahren erhängte Mädchen in Port-Bou aus diesem Land stammen könnte. Der österreichische Sender strahlte ihre Folge Das erhängte Mädchen am 23. April 2022 aus.
Am nächsten Tag erhielt der Herausgeber von Ungelöst, Benedikt Morak, eine E-Mail einer Bürgerin aus Bozen (Italien), die die Sendung gesehen hatte. In der E-Mail deutete die Frau darauf hin, dass es sich bei dem erhängten Mädchen in Spanien möglicherweise um Evi Anna Rauter handeln könnte, da sie sich erinnerte, dass sie eine Nachbarin aus Lana (Südtirol, Italien) war, nach der ihre Familie viele Jahre gesucht hatte.
Die Drehbuchautorin von Crims, Marta Freixanet, fand heraus, dass Evi Rauter eine Schwester namens Christine hatte. Sie suchte nach ihrer Telefonnummer und rief sie an. Zum Zeitpunkt des Anrufs war Christine gerade im Hochgebirge unterwegs. Freixanet bat sie dann um Erlaubnis, ihr einige Fotos zu schicken, von denen sie vermuteten, dass es sich um ihre vor 32 Jahren verschwundene Schwester handeln könnte, Christine stimmte zu.
Nach gründlicher Untersuchung der Fotos hatte sie keinen Zweifel, dass es sich um Evi Rauter handelte. Christine Rauter gab an, schockiert gewesen zu sein, als sie die Fotos sah. Sie sagte: „Es besteht kein Zweifel, dass sie es ist; es gibt Fotos, die sehr nah aufgenommen wurden“, und „auf einigen Fotos schien es, als sähe ich mich selbst“. Später erklärte sie: „Ich brauchte mehrere Tage, um zu verstehen, was vor sich ging.“
Christine Rauter teilte dem Team der katalanischen Sendung mit, den Ort zu besuchen. Das Team des Programms holte sie am 11. Mai 2022 am Flughafen Barcelona ab. Sie brachten sie in die Provinz Gerona, wo sie Gelegenheit hatte, mit einigen Zeugen des alten Falles zu sprechen, von denen einige bereits im Ruhestand waren, wie zum Beispiel der Gerichtsmediziner Rogelio Lacaci oder der Polizeiinspektor Enrique Gómez Varela. Sie brachten Christine Rauter zum Friedhof von Figueras, wo die Überreste von Evi Rauter ruhen, und gingen anschließend nach Port-Bou. Sie spazierten entlang der Bucht von Port-Bou und besuchten den grenznahen Bahnhof. Sie besuchten auch den Hügel, auf dem Evi erhängt gefunden wurde. Als sie vor dem Baum standen, fragte Christine, auf welchem Ast sie ihre Schwester gefunden hatten, und sie zeigten es ihr. In der Sendung konnte man sehen, wie sie ihn „den verhassten Ast“ nannte.

## Theorien

### Suizidtheorie
Um Suizid zu begehen, musste Evi fast 1.000 Kilometer zurücklegen, um an einen Ort zu gelangen, an dem sie zuvor noch nie gewesen war. Es gibt keine Informationen darüber, warum sie sich zum Strand begab, um sich aufzuhängen, anstatt in Richtung Gebirge zu gehen. Angenommen, der Zug kam um 5:45 Uhr in Port-Bou an, der Körper wurde um 7:30 Uhr gefunden, und vorausgesetzt, sie war zuvor noch nie in Spanien gewesen, ist unklar, wie sie die Zeit hatte, durch das Dorf zum Strand zu gelangen, in der Dunkelheit das Bootstaue zu besorgen, den Hügel mit den Pinien in der Ferne zu erspähen, dorthin zu gelangen, einen geeigneten Baum zu finden und das Seil zu befestigen, um sich dann aufzuhängen. Es gibt verschiedene offene Hypothesen darüber, wie sie den Baum erklimmen konnte oder warum sie keine Kratzer oder Dornen von Kaktuspflanzen an den Füßen hatte, wenn man bedenkt, dass die Schuhe einige Entfernung von ihr entfernt waren. Auch der Verbleib ihrer Identifikationsdokumente, der 60.000 Lire und des Studentenbahnpasses ist unbekannt.
Im Gespräch mit Christine Rauter in Figueras äußerte der Gerichtsmediziner Lacaci aufgrund des Fehlens von Spuren oder Kratzern, dass „sie in dieser Höhe alleine erhängt hätte schweben müssen“.
Die Guardia Civil hat den Fall damals als Suizid abgeschlossen. Sie stützte sich auf die Tatsache, dass der Körper untersucht wurde und keine Anzeichen äußerer Gewalteinwirkung oder Selbstverteidigung zeigte. „Wenn jemand etwas tun will, findet er einfach einen Weg“, sagte der ehemalige Polizist Enrique Gómez Varela, der 1990 am Tatort war, in Crims.
Auf die Frage nach der Möglichkeit eines Suizids erklärte Christine Rauter gegenüber Crims: „Natürlich war Suizid auch als mögliche Ursache auf der Liste, aber mit sehr geringer Wahrscheinlichkeit. Sie war ruhig. Evi war eine sehr gute Person, sie half gerne anderen. Sie war nicht depressiv, hatte keinen Freund und war auch nicht von einer enttäuschten Liebe betroffen.“ Auf dieselbe Frage nach dem Suizid antwortete ihr Vater Hermann Rauter in Crims: „Nein, das ist unmöglich. Es ging ihr gut. Wir sprachen oft, und wenn ihr etwas passiert wäre, hätte man es bemerkt. Wenn sie mir etwas zu sagen hatte, hat sie es mir immer gesagt“, und er präzisierte: „Sie hat nie davon gesprochen, nach Spanien zu gehen.“

### Mordtheorie
Verschiedene Elemente deuten auf einen als Suizid getarnten Mord hin. Es wird nicht ausgeschlossen, dass Evi zufällig Opfer eines sogenannten perfekten Verbrechens wurde, bei dem die Täter mit ihr zwei Grenzen überquerten, um ihr Ritual zu vollziehen und dann innerhalb weniger Stunden wieder diese beiden Grenzen zu überqueren, ohne eine Spur zu hinterlassen. Es besteht die Möglichkeit, dass sie zur falschen Zeit am falschen Ort auf die falschen Personen traf. Es ist völlig unbekannt, was mit Evi geschah, um in dem kurzen Zeitraum (weniger als 23 Stunden) eine so große Distanz (970 Kilometer) zurückzulegen. Der Gerichtsmediziner Lacaci erklärte in Crims: „Ich glaube, sie wurde ohne Bewusstsein und Sinn aufgehängt. Und es waren mindestens 2 Personen beteiligt.“